# Seznam ostrovů Estonska
Toto je seznam ostrovů Estonska. Oficiální zdroje uvádí, že v Estonsku je 1521 ostrovů.

## Podle rozlohy
Tabulka obsahuje estonské ostrovy větší než 0,8 km².
| #  | ostrov         | rozloha (km²) | pobřeží (km) | max.nadm. výška (m) | nejvyšší vrchol  | počet obyvatel | hustota zalidnění | největší sídlo | část státu | část moře jezero             | souostroví                | lokalizace                       |
| -- | -------------- | ------------- | ------------ | ------------------- | ---------------- | -------------- | ----------------- | -------------- | ---------- | ---------------------------- | ------------------------- | -------------------------------- |
| 1  | Saaremaa       | 2 683,25      | 854          | 54                  | Viidumägi        | 31 304         | 11,67             | Kuressaare     | Saaremaa   | Rižský záliv, Muhuský průliv | Západoestonské souostroví | 58°25′ s. š., 22°30′ v. d.       |
| 2  | Hiiumaa        | 1 018,49      | 365          | 68                  | Tornimägi        | 8 995          | 8,83              | Kärdla         | Hiiumaa    | Muhuský průliv               | Západoestonské souostroví | 58°55′5″ s. š., 22°35′34″ v. d.  |
| 3  | Muhu           | 204,86        | 108          | 25                  | Sepamägi         | 1 476          | 7,20              | Liiva          | Saaremaa   | Rižský záliv, Muhuský průliv | Západoestonské souostroví | 58°36′17″ s. š., 23°13′53″ v. d. |
| 4  | Vormsi         | 93,34         | 109          | 13                  | Huitbergi küngas | 415            | 4,45              | Hullo          | Läänemaa   | Muhuský průliv               | Západoestonské souostroví | 59° s. š., 23°13′ v. d.          |
| #  | Kassari        | 19,30         | —            | 15                  | Veskimägi        | 340            | 17,61             | Kassari        | Hiiumaa    | Muhuský průliv               | Západoestonské souostroví | 58°47′22″ s. š., 22°49′52″ v. d. |
| 5  | Naissaar       | 18,93         | —            | 27                  | Kunilamägi       | 3              | 0,16              | Naissaare      | Harjumaa   | Finský záliv                 | —                         | 59°34′ s. š., 24°31′ v. d.       |
| 6  | Kihnu          | 17,10         | 36           | 8                   | —                | 487            | 28,48             | Lemsi          | Pärnumaa   | Rižský záliv                 | —                         | 58°7′51″ s. š., 23°58′56″ v. d.  |
| 7  | Väike-Pakri    | 13,50         | 18           | 13                  | —                | 5              | 0,37              | Suurküla       | Harjumaa   | Finský záliv                 | Pakri                     | 59°20′25″ s. š., 23°58′32″ v. d. |
| 8  | Suur-Pakri     | 12,68         | 23           | 8                   | —                | 0              | 0,00              | —              | Harjumaa   | Finský záliv                 | Pakri                     | 59°20′ s. š., 23°54′ v. d.       |
| 9  | Ruhnu          | 11,87         | —            | 29                  | Håubjärre        | 55             | 4,63              | Ruhnu          | Saaremaa   | Rižský záliv                 | —                         | 57°48′ s. š., 23°15′ v. d.       |
| 10 | Vilsandi       | 9,39          | —            | —                   | —                | 22             | 2,34              | Tolli          | Saaremaa   | Baltské moře                 | Západoestonské souostroví | 58°23′ s. š., 21°52′ v. d.       |
| 11 | Abruka         | 9,28          | 30           | 9                   | —                | 16             | 1,72              | Abruka         | Saaremaa   | Rižský záliv                 | Západoestonské souostroví | 58°8′50″ s. š., 22°30′30″ v. d.  |
| 12 | Piirissaar     | 7,50          | —            | —                   | —                | 53             | 7,07              | Piiri          | Tartumaa   | Čudské jezero                | —                         | 58°22′31″ s. š., 27°29′54″ v. d. |
| 13 | Prangli        | 6,61          | —            | 9                   | Kullamägi        | 169            | 25,56             | Idaotsa        | Harjumaa   | Finský záliv                 | —                         | 59°37′31″ s. š., 25°0′48″ v. d.  |
| 14 | Osmussaar      | 4,87          | 14           | 8                   | —                | 6              | 1,23              | —              | Läänemaa   | Finský záliv                 | —                         | 59°17′40″ s. š., 23°23′15″ v. d. |
| 15 | Vohilaid       | 4,48          | 15           | 10                  | —                | 0              | 0,00              | —              | Hiiumaa    | Muhuský průliv               | Západoestonské souostroví | 58°54′42″ s. š., 23°2′24″ v. d.  |
| 16 | Tauksi         | 3,66          | 10           | 3                   | —                | 0              | 0,00              | —              | Läänemaa   | Muhuský průliv               | Západoestonské souostroví | 58°49′20″ s. š., 23°27′20″ v. d. |
| 17 | Aegna          | 3,01          | 10           | 12                  | —                | 11             | 3,65              | —              | Harjumaa   | Finský záliv                 | —                         | 59°34′50″ s. š., 24°45′28″ v. d. |
| 18 | Kõinastu laid  | 2,66          | 8            | 7                   | —                | 1              | 0,38              | —              | Saaremaa   | Muhuský průliv               | Západoestonské souostroví | 58°37′52″ s. š., 23°1′59″ v. d.  |
| #  | Võilaid        | 2,50          | —            | 3                   | —                | 0              | 0,00              | —              | Saaremaa   | Rižský záliv                 | Západoestonské souostroví | 58°30′56″ s. š., 23°22′12″ v. d. |
| #  | Suur-Tulpe     | 2,30          | —            | —                   | —                | 0              | 0,00              | —              | Saaremaa   | Rižský záliv                 | Západoestonské souostroví | 58°14′0″ s. š., 22°36′ v. d.     |
| 19 | Väike-Tulpe    | 2,08          | 11           | 1                   | —                | 0              | 0,00              | —              | Saaremaa   | Rižský záliv                 | Západoestonské souostroví | 58°12′17″ s. š., 22°35′1″ v. d.  |
| 20 | Manilaid       | 2,06          | 14           | 5                   | —                | 52             | 25,24             | —              | Pärnumaa   | Rižský záliv                 | —                         | 58°12′49″ s. š., 24°7′16″ v. d.  |
| #  | Suurlaid       | 1,90          | —            | —                   | —                | 0              | 0,00              | —              | Saaremaa   | Rižský záliv                 | Západoestonské souostroví | 58°31′42″ s. š., 23°15′39″ v. d. |
| 21 | Kesselaid      | 1,75          | 6            | 15                  | Kesse pank       | 4              | 2,29              | —              | Saaremaa   | Muhuský průliv               | Západoestonské souostroví | 58°38′4″ s. š., 23°25′57″ v. d.  |
| 22 | Heinlaid       | 1,49          | 7            | 2                   | —                | 6              | 4,03              | —              | Hiiumaa    | Muhuský průliv               | Západoestonské souostroví | 58°49′58″ s. š., 23°7′34″ v. d.  |
| 23 | Saarnaki laid  | 1,43          | 9            | 9                   | Ristimägi        | 0              | 0,00              | —              | Hiiumaa    | Muhuský průliv               | Západoestonské souostroví | 58°48′16″ s. š., 22°59′55″ v. d. |
| 24 | Liialaid       | 1,31          | 10           | 2                   | —                | 0              | 0,00              | —              | Läänemaa   | Muhuský průliv               | Západoestonské souostroví | 58°50′13″ s. š., 23°23′49″ v. d. |
| 25 | Kaevatsi laid  | 1,25          | 10           | 7                   | —                | 0              | 0,00              | —              | Hiiumaa    | Muhuský průliv               | Západoestonské souostroví | 58°49′5″ s. š., 23°4′20″ v. d.   |
| 26 | Loonalaid      | 1,22          | 8            | 5                   | —                | 0              | 0,00              | —              | Saaremaa   | Baltské moře                 | Západoestonské souostroví | 58°20′ s. š., 21°47′22″ v. d.    |
| 27 | Rammu saar     | 1,12          | 11           | 3                   | —                | 1              | 0,89              | —              | Harjumaa   | Finský záliv                 | —                         | 59°34′26″ s. š., 25°13′30″ v. d. |
| 28 | Kõrksaar       | 0,91          | 7            | 2                   | —                | 0              | 0,00              | —              | Pärnumaa   | Rižský záliv                 | —                         | 58°20′20″ s. š., 23°46′52″ v. d. |
| 29 | Pedassaar      | 0,90          | 5            | 13                  | —                | 0              | 0,00              | —              | Harjumaa   | Finský záliv                 | —                         | 59°30′51″ s. š., 25°22′30″ v. d. |
| 30 | Hobulaid       | 0,89          | 7            | 6                   | —                | 1              | 1,12              | —              | Läänemaa   | Muhuský průliv               | Západoestonské souostroví | 58°56′37″ s. š., 23°23′7″ v. d.  |
| 31 | Hanikatsi laid | 0,83          | 6            | 7                   | —                | 0              | 0,00              | —              | Hiiumaa    | Muhuský průliv               | Západoestonské souostroví | 58°46′37″ s. š., 23°2′50″ v. d.  |

## Galerie

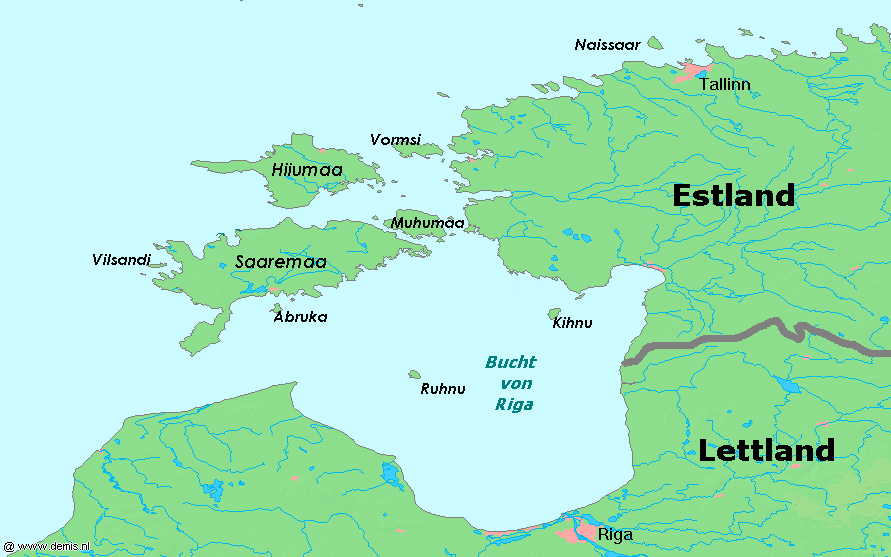
mapa s vyznačenými největšími estonskými ostrovy
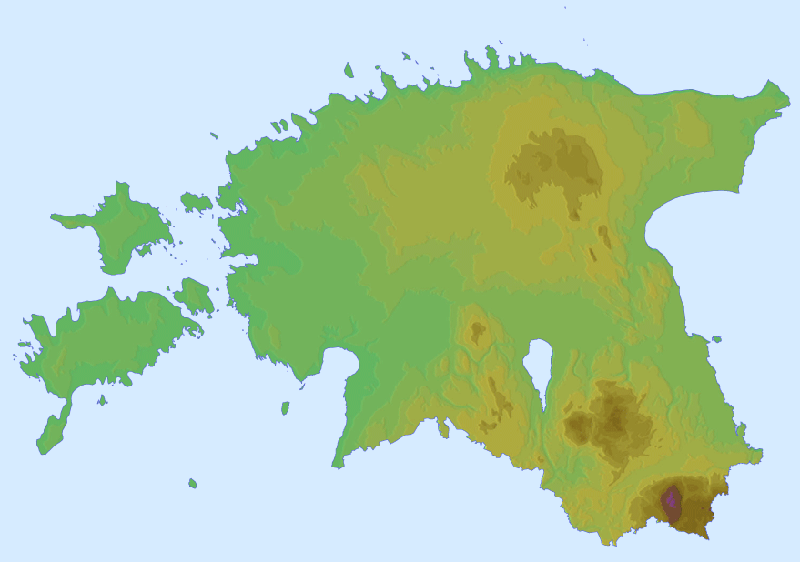
mapa reliéfu Estonska

## Podle abecedy
Abecední seznam estonských ostrovů obsahuje 192 významnějších.
Abruka – Adralaid – Aegna – Ahelaid – Aherahu (Atla) – Aherahu (Väinameri) – Ahessäär – Aksi – Allirahu (Kõiguste) – Allirahu (Pihtla) – Alumine Vaika saar – Anekäbrud – Ankrurahu – Annilaid – Antsulaiud – Anulaid – Eerikukivi – Eerikulaid – Elmrahu – Esirahu – Gretagrund – Hanemaa – Hanerahu – Hanikatsi laid – Hara saar – Harilaid – Heinlaid (Kõiguste laht) – Heinlaid (Väinameri) – Hellamaa rahu – Hiiumaa – Hobulaid – Hõralaid – Härjakare – Härjamaa – Hülgelaid – Hülgerahu – Imutilaid – Innarahu – Juksirahu – Kadakalaid – Kaevatsi laid – Kahtla laid – Kajakarahu – Kakralaid – Kakrarahu – Kassari – Kasselaid – Keri – Keskmine Vaika saar – Kesselaid – Kihnu – Kitselaid – Koerakuiv – Koipsi – Kreenholm – Kriimi laid – Kräsuli – Kuivarahu – Kulkna – Kullilaid – Kumari laid – Kumbli – Kungli laid – Kunnati laid – Kuradisäär – Kurgurahu – Kõinastu laid – Kõrgelaid – Kõverlaid – Käkimaa – Käkirahu – Külalaid – Laasirahu – Laidu – Läkumätas – Langekare – Leemetikare – Liia (Liialaid) – Liisi laid – Liivakari – Linnusitamaa – Loonalaid – Lõuna-Malusi – Luigerahu – Maakrirahu – Manilaid – Mardirahu – Maturahu – Mihklirahu – Mohni – Mondelaid – Muhu – Munaderahu – Munasaar – Mustarahu – Nabralaid – Naissaar – Naistekivi maa – Ninalaid – Noogimaa – Nootamaa – Nosurahu – Oitma laid – Ojurahu – Orikalaid – Osmussaar – Öakse – Paelaid – Pakulaid – Papilaid – Papirahu – Pasilaid – Pihanasu – Pihlakare – Pihlalaid – Piirissaar – Pikknasv – Piskumadal – Põdvalaid – Põhja-Malusi – Põiksäär – Prangli – Puhtulaid – Puningalaid –Pühadekare – Rammu saar – Rannasitik – Riinurahu – Ristlaid – Rohurahu – Rohusi saar – Rooglaid – Ruhnu – Rukkirahu – Rusulaid – Saare ots – Saaremaa – Saarnaki laid – Salava – Sangelaid – Seasaar – Selglaid – Sepasitik – Sillalaid – Sipelgarahu – Sitakare – Sokulaid – Sorgu – Suuregi laid – Suurepoldi laiud – Suurlaid – Suur-Pakri – Suurrahu – Sõmeri – Taguküla laid – Tarja – Tauksi – Telve – Tiirloo – Tondirahu – Tondisaar – Täkulaid – Täkunasv – Udrikulaid – Uhtju – Umalakotid – Umblu – Urverahu – Uus-Nootamaa – Ülemine Vaika saar – Vahase – Vahekari – Vahelmisrahu – Vaika saared – Vaindloo – Valgerahu – Vareslaid (Käina laht) – Vareslaid (Väinameri) – Varesrahu – Vasikalaid – Vesiloo – Vesitükimaa – Viirelaid – Vilsandi – Vissulaid – Vohilaid – Vormsi – Võilaid – Võrgukare – Väike-Pakri – Väike-Tulpe